# Imizu
Imizu (射水市, Imizu-shi) é uma cidade japonesa localizada na província de Toyama.
Em 2008 a cidade tinha uma população estimada em 94 524 habitantes e uma densidade populacional de 866 h/km². Tem uma área total de 109,18 km².
Recebeu o estatuto de cidade a 1 de novembro de 2005.